# Сальманов, Салават Рафикович
Салават Рафикович Сальманов (башк. Салават Рафик улы Сәлмәнов; род. 30 апреля 1952 года, Москва) — советский и российский башкирский композитор, педагог.
Выпускник ГМПИ им. Гнесиных (1979). Заслуженный деятель искусств Республики Башкортостан (2008), член Союза композиторов РФ и РБ, доцент Уфимского государственного института искусств имени З. Исмагилова.
Член Комиссии по сохранению нематериального культурного наследия народов Республики Башкортостан при Комитете Республики Башкортостан по делам ЮНЕСКО.

## Биография
Родился 30 апреля 1952 года в Москве, в семье советского башкирского композитора Рафика Вафовича Сальманова.
В 1979 году с отличием закончил Государственный музыкальный институт имени Гнесиных (класс Николая Ивановича Пейко).
С 1979 — преподает в Учалинском музыкальном училище;
С 1988 — преподает в Средней специальной музыкальной школе-лицее при Уфимском государственном институте искусств;
С 1989 года — преподает в Уфимском государственном институте искусств.

## Творчество
Для его стиля характерны ярко выраженный национальный колорит, творческое переосмысление традиций башкирской народной музыки и тщательно «поверенная алгеброй гармония».
Особого мастерства композитор достиг в области хоровой музыки: это симфония «Ода Салавату», крупные циклы, такие как «Песни Зауралья», и яркие, написанные красочными музыкальными мазками циклы по мотивам башкирского обрядового фольклора: «Заклички и заклинания», «Колыбельные». Хоровая музыка композитора нашла своих почитателей не только в республике, но и в Финляндии, в Москве и других городах России.
Произведения Салавата Сальманова любимы ведущими коллективами и солистами РБ и часто звучат со сцен самых разных концертных площадок: на пленумах и съездах Союза композиторов РБ, на фестивалях музыки композиторов Поволжья и Урала — в Уфе, Казани, Саранске, Москве.
Композитор сохранил непосредственность и свежесть восприятия мира. Возможно, потому так удаются ему произведения для детей. Его песни исполняются в детских садах, школах, они вошли в репертуар музыкального лектория Башкирской государственной филармонии. А его музыкальный спектакль «Давайте дружить» был отобран в числе лучших постановок Башкирского государственного театра кукол для гастролей в Москве в рамках празднования 450-летия добровольного вхождения Башкирии в состав Российского государства.
Творческое обогащение народной музыки, свойственное эстетике неофольклоризма, проявилось в Триптихе для симфонического оркестра (1979), Фантазии для оркестра башкирских народных инструментов (2001), вокальной симфонии «Салауатҡа мәҙхиә» («Ода Салавату») для хора a cappella на стихи баш. поэтов, симф. картине «Утро в лесу» (обе — 2005), хоровом цикле «Уралымдың ағым һыуҙары» (1995; «Ода малым рекам») на стихи Р. Шакура, обработках народных песен «Зюльхизя» (1996), «Бииш», «Таштугай» (обе — 2007) для голоса и симфонического оркестра. 
Вокальной музыке Сальманова присущ лирико-филоский характер: хоровые циклы «Төнгө йырҙар» (1998; «Ночные песни») на стихи Т. С. Давлетбердиной, «Көн һайын» (1999; «День за днём») на стихи М. Ямалетдина, вокальные циклы на стихи А. Ахмет-Хужи, Р. Т. Бикбаева, Р. Я. Гарипова, Р. Ф. Мифтахова, романсы и др.
Жанровые модели узун-кюй, кубаира, наигрышей воссозданы в камерно-инструментальном творчестве: полифонические сюиты (1980, 1984), цикл «Учалинские зарисовки» (1985), «Пять фуг в ангиметонных ладах» (2009) для фортепиано, Пять пьес для струнного квартета на темы башкирских народных мелодий (1994), сонаты для различных инструментов. Среди произведений детской музыки 3 прелюдии для фортепиано; циклы миниатюр «Бишек йырҙары» (2002; «Колыбельные песни»), «Теләктәр һәм арбауҙар» (2007; «Заклички и заклинания»), «Әкиәт, уйын һәм түңәрәк көйҙәре» (2008; «Сказки, игры, хороводы») для женского (детского) хора на народные слова, музыка к телеспектаклям, песни и др. 
Салаватом Сальмановым нотировано свыше 150 башкирских народных песен.

## Ученики
Лауреаты и дипломанты Международных, Всероссийских конкурсов и Республиканских конкурсов — З. Исмагилова, Шаура Гаппасова, Айдар Хазин, Фаниль Ибрагимов, Булат Исламов, Урал Мухамедьяров, И. Губайдуллина и др.

## Труды
Более 150 нотаций башкирских народных песен, 41 из них – опубликованы в сборнике Ф. Надршиной «Духовные сокровища» («Рухи хазиналар») / Муз. ред. – Уфа, 1995; Назир Абдеев. Күңелем ашҡына изгелек эшләргә: Нотно-песенный сборник / Сост., муз. ред.. – Уфа: РИЦ УГАИ, 2008.

## Основные сочинения
Произведения для оркестра: 
- Увертюра для духового оркестра (1976);
- Напев и наигрыш для оркестра народных инструментов (1977);
- Триптих для симфонического оркестра (1979).

Произведения для хора: 
- 2 башкирские народные песни для хора a cappella «Белый стакан»,
- «Ханская дочь» (1988–1989);

Хоровые циклы: 
- «Иглотерапия» – 8 хоров a cappella на ст. Б. Искужина (1996);
- «Песни Зауралья» – 4 хора a cappella на ст. Р. Шагалиева (1996);
- «Заклички и заклинания» – 20 хоров a cappella (2004);
- «Ода Салавату» – 2 поэмы a cappella из цикла, посвященного С. Юлаеву (2006);
- «Ночные песни» – 5 хоров для женского хора a cappella для женского хора на стихи Т. Давлетбердиной;
- «День за днем» – 7 хоров a cappella для мужского хора на ст. М. Ямалетдинова.

Камерно-инструментальные произведения: 
- Сонаты для виолончели и фортепиано (1973), для трубы и фортепиано (1983), для гобоя и фортепиано (1984);
- Партита для струнного квартета (1978).

Камерно-вокальные произведения: 
- Романсы на стихи башкирских поэтов.
- Свыше 50 песен для детей на стихи башкирских поэтов.
- Музыка к детским телеспектаклям и др.